# Camels Hump
Der Camels Hump (englisch für Kamelbuckel) ist ein 2320 m hoher und dunkler Hügel im ostantarktischen Viktorialand. Im nördlichen Teil der Royal Society Range ragt er 5 km südlich der Cathedral Rocks auf.
Teilnehmer der Discovery-Expedition (1901–1904) unter der Leitung des britischen Polarforschers Robert Falcon Scott entdeckten ihn und gaben ihm seinen deskriptiven Namen.